# Максим Николенко
Максим Николенко (укр. Максим Ніколенко; 14. август 1993) је украјински стонотенисер и параолимпијац. На Параолимпијским играма 2016. у Рију је освојио златну медаљу.